# Passeig de Sant Salvador (Santa Coloma de Farners)
El Passeig de Sant Salvador és un passeig catalogat com a monument del municipi de Santa Coloma de Farners (Selva) inclòs en l'Inventari del Patrimoni Arquitectònic de Catalunya.

## Descripció
El passeig de Sant Salvador parteix del carrer Sant Sebastià, el centre vital del poble on s'erigeix la seu de la Caixa de Pensions, una casa modernista de les més emblemàtiques de la ciutat. A continuació hi ha la Biblioteca municipal, i un conjunt de pisos que ocupen el que antigament era el parc del Bon Mot. Més endavant, a la cruïlla del passeig amb la carretera de Sant Hilari, es troba l'edifici del Col·legi de Sant Salvador d'Horta, la façana lateral del qual segueix bona part del passeig. És en aquesta part, a tocar de l'escola, paral·lelament a la façana, on es disposen la filera d'arbres arrenglerats i els bancs, creant una zona ombrívola i fresca. A mig passeig i a l'esquerra cal destacar la seu del Consell Comarcal de la Selva, antic Institut de Formació Professional. Finalment, i en direcció al Parc de Sant Salvador, on el passeig es creua amb el passeig de la Nòria i l'avinguda Salvador Espriu, hi ha la Plaça de la Sardana amb el monument construït l'any 1981 amb motiu de ser nomenada Santa Coloma, Ciutat Pubilla. L'artista va ser Josep Martí Sabé, qui dissenyà i esculpí el monument, un monòlit amb un cercle i dos sardanistes. El passeig arriba fins al pont de la riera Major. La idea original d'aquest projecte era arribar a la Font de Sant Salvador des del mateix nucli urbà.

## Història
El primer encàrrec del passeig va ser a l'octubre de 1868 quan la Junta Revolucionària va encarregar al mestre d'obres Gallart, el projecte d'un passeig de 20 metres d'ample que anés en línia recta fins a la font de Sant Salvador. Però l'Ajuntament oblidà el projecte i inicià les obres per construir un passeig en un altre lloc, obres que no es van finalitzar per problemes de traçat. El projecte quedà aturat i no va ser fins a l'any 1884 que l'Ajuntament va pagar petits jornals al mestre d'obres municipal Dalmau Sureda perquè dissenyés uns nous plànols del passeig. Tampoc serien els definitius perquè el juliol de 1894 s'aprovaren uns nous plànols, fets pel pèrit Francesc Millàs Horta. Després de molts problemes, els propietaris de la font feren la cessió i començaren les obres d'esplanació. El febrer del 1895 es feien els forats per plantar els arbres i es posaren els bancs de pedra. El juny de 1902 l'Ajuntament acordà posar-hi 28 pals d'electricitat per il·luminar el passeig.